# Селективные модуляторы эстрогенных рецепторов
Селективные модуляторы эстрогенных рецепторов — группа лекарственных средств, включающая химические соединения, которые обладают одновременно свойствами эстрогенных антагонистов и эстрогенных агонистов по отношению к различным тканям.

## Классификация
Селективные модуляторы эстрогенных рецепторов делятся на несколько классов в зависимости от химической структуры:
- производные бензопиранов:
  - CHF 4056;
  - ормелоксифен[англ.];
- производные бензотиофена:
  - арзоксифен[англ.];
  - ралоксифен[англ.];
- производные тетрагидронафтилена:
  - лазофоксифен[англ.];
  - нафоксидин[англ.];
- производные трифенилэтилена:
  - кломифен;
  - тамоксифен;
  - торемифен[англ.];
- другие:
  - левормелоксифен[англ.].

Селективные модуляторы эстрогенных рецепторов не являются эстрогенами, но связываются с их эстрогеновыми рецепторами. Препараты данной группы лекарственных средств обладают эстрогеноподобным действием или, наоборот, блокируют эффекты эстрогенов в различных тканях.
В клинической практике широко используется ралоксифен, торемифен, тамоксифен и кломифен.
Взаимодействие селективных модуляторов эстрогенных рецепторов с эстрогеновыми рецепторами в различных тканях и органах:
| Класс препарата                                               | Влияние на молочные железы | Влияние на эндометрий | Влияние на печень | Влияние на костную ткань | Влияние на ЦНС |
| ------------------------------------------------------------- | -------------------------- | --------------------- | ----------------- | ------------------------ | -------------- |
| Производные трифенилэтилена (торемифен, тамоксифен, кломифен) | Антагонисты                | Частичные агонисты    | Агонисты          | Агонисты                 | Антагонисты    |
| Производные бензотиофена (ралоксифен)                         | Антагонисты                | Антагонисты           | Агонисты          | Агонисты                 | Антагонисты    |

## Показания
Данная группа лекарств применяется для профилактики и лечения остеопороза в менопаузе, индукции овуляции при ановуляторном бесплодии, лечения бесплодия при синдроме поликистозных яичников, лечения рака груди, адъювантной терапии после мастэктомии, паллиативной терапии, а также при высоком риске развития рака груди с наличием противопоказаний к заместительной гормональной терапии.

## Фармакокинетика
Селективные модуляторы эстрогенных рецепторов хорошо всасываются при пероральном приёме, но их биодоступность довольно низка (например, 2 % у ралоксифена) по причине первичного прохождения через печень. Кломифен, тамоксифен и торемифен по сравнению с ралоксифеном дольше сохраняются в организме, так как лучше связываются белками плазмы крови. Первые 7—14 часов тамоксифен активно распределяется в организме, в основном в эндометрии и тканях молочной железы. Селективные модуляторы эстрогенных рецепторов и их метаболиты выводятся преимущественно через кишечник.